# El chico del apartamento 512
«El chico del apartamento 512» es una canción interpretada por la cantante estadounidense Selena. Fue lanzada como el sexto sencillo del álbum Amor prohibido de 1994. La canción fue escrita y producida por el hermano de Selena y productor musical A.B. Quintanilla III, el tecladista principal de Selena y Los Dinos Ricky Vela, Joshua Muñoz, el productor argentino Bebu Silvetti, Steven Torres y James Moore. «El chico del apartamento 512» se lanzó en los Estados Unidos en las estaciones de radio hispanas contemporáneas y tejanas, y fue lanzada como un sencillo promocional, un día antes de que Selena fuera asesinada el 30 de marzo de 1995. Selena promovió la canción durante su Amor Prohibido Tour. Su última actuación fue el 14 de marzo de 1995, durante su concierto en el Festival de la Calle Ocho en Miami, Florida, que atrajo a más de 100,000 fanáticos.
En una entrevista con La Nación, Selena dijo que grabó la canción porque ella creía que sus admiradores agradecerían su elección en dance-pop latino y quería ganar a más fanáticos que no estuvieran familiarizados con su música. «El chico del apartamento 512» recibió una respuesta mixta por parte de la crítica. Debido a que el sencillo fue lanzado un día antes de la muerte de Selena, ningún vídeo musical fue grabado para promover aún más la canción. La canción debutó en el número cinco de la lista Regional Mexican Digital Songs, de Billboard, en la semana del 9 de abril de 2011. Quintanilla III declaró que «El chico del apartamento 512» era una canción de «cumbia colombiana» mientras era entrevistado para la colección de Selena 20 Years of Music (2002). La cantante mexicana Graciela Beltrán realizó una versión de la canción para el concierto tributo Selena ¡VIVE! en 2005, pero su presentación no fue incluida en el álbum del concierto; en su lugar se incluyó la versión de «El chico del apartamento 52-C» de la cantante y actriz Lucero.

## Antecedentes y producción
«El chico del apartamento 512» es una de las primeras canciones compuestas para el quinto álbum de estudio de Selena Amor prohibido (1994), que incorpora géneros de cumbia pop, pop latino y dance latino. Selena grabó la canción en Q-Productions, en Corpus Christi, Texas, que es el estudio de grabación de su padre, Abraham Quintanilla Jr. Brian "Red" Moore mezcló la canción. Selena le dijo a La Nación que quería grabar la canción porque creía que sus fanáticos agradecerán su elección en el género dance latino. Ella también quería ganar a otros admiradores hispanos que disfrutaran de ese género en su música. La canción fue escrita por el tecladista principal del grupo Selena y Los Dinos Ricky Vela con ayuda AB Quintanilla III, el hermano y productor musical de Selena, y fue producida por Joshua Muñoz, Bebu Silvetti, Steven Torres y James Moore. El sencillo fue lanzado el día anterior de que Selena fuera asesinada, lo que impidió que se grabara un vídeo musical con fines de promoción.
Selena expresó por qué quería grabar «El chico del apartamento 512»: 

«[...] Yo realmente quería grabar esta canción cuando la escuché por primera vez. Estaba sentada desayunando con mi marido, Chris Perez, cuando A.B. y Ricky llegaron corriendo. Le pregunté "¿qué pasa?" y él respondió diciéndome que tengo que escuchar una de las canciones que él y Rick acababan de escribir. Así que me acerqué a la casa de A.B., tenga en cuenta que somos vecinos [...]. Cuando A.B. me había mostrado la canción. Yo ya estaba enamorada [de la canción]. Me alegré de que mi hermano y Rick habían escrito la canción, porque quería conseguir más fanáticos que no son fanáticos de la música tejana. Quería mostrar a otros hispanos de este otro tipo de sonido. Al igual, hay salsa, merengue y bachata, pero también hay "Tejano". Así que inmediatamente quería grabar "El chico del apartamento 512". Espero que todos mis admiradores y los nuevos cruzan los dedos [...], disfrutarán de esta canción. Yo, literalmente, grabé dos tomas de la canción, y A.B., como siempre, quería que seguir adelante. A A.B. le había gustado la tercera toma y nos fuimos con esa».

## Composición

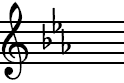
Armadura de do menor, tonalidad en la que está compuesta la canción.

Quintanilla III declaró que «El chico del apartamento 512» era una canción de «cumbia colombiana» mientras era entrevistado para la colección de Selena: 20 Years of Music (2002). Vela declaró en una entrevista que la canción era la «canción principal tejana», ya que habían utilizado los más ritmos sudamericanos, con el fin de conseguir un «sonido diferente». «El chico del apartamento 512» es una canción de un ritmo rápido, aprovechando las influencias de pop latino y géneros de dance. Con 102 pulsaciones por minuto, la canción se encuentra en tempo común y está compuesta en la tonalidad de do menor. Incorpora música de varios instrumentos musicales, incluyendo la trompa, el violín y el piano. Durante el principio de la canción, un tono hymn acompaña el canto de Selena por estar deprimida. La letra claramente refleja el amor de una chica hacia su nuevo vecino del apartamento 512, pero cuando intenta seducirlo, toca la puerta del apartamento y le contesta una rubia la cual Selena se imaginó que esta era la novia o pareja pero la joven era solo su hermana.

## Respuesta de la crítica
Raúl Manuel Rodríguez, de El Dictamen, elogió a Vela por escribir la canción al mismo tiempo que indicó que «El chico del apartamento 512» habría tenido más éxito si Selena estuviera viva para promocionarla. Victoria Díaz, del Reforma, que cree tanto «El chico del apartamento 512» y otro sencillo de Selena «Techno cumbia» tenían la capacidad de alcanzar una posición alta en la lista Hot Latin Tracks, si una mayor promoción había tenido lugar. Ella también comentó sobre su fracaso para impactar las listas de Billboard. Carlos Meléndez de El Nuevo Día hizo un comentario negativo comentando que «El chico del apartamento 512» fue una mala elección para que Selena grabara. Él creyó que si Quintanilla III había añadido una pista similar como «Bidi bidi bom bom», Amor prohibido habría sido «mejor». Meléndez también dijo que la canción era «aburrida» después de Selena había concluido con el estribillo de «El chico del apartamento 512». Algunos fanáticos puertorriqueños escribieron al periódico acerca de los comentarios de Meléndez hacia la canción y criticar su gusto por la «música real». Julio Ramírez de MTV Latinoamérica elogió la canción, al tiempo que afirmaba que él puede detectar el potencial crossover. Gabriela Herrera, editora de La Jornada, escribió que la canción tenía la capacidad de mostrar el talento de Selena como intérprete musical.

## Presentaciones
«El chico del apartamento 512» fue la quinta canción cantada en vivo durante un concierto en Denver, Colorado, el 10 de enero de 1994. Al día siguiente, Selena interpretó en Stockton, California, una versión extendida de la canción, que tenía todo un final alternativo, con solos de batería de Suzette Quintanilla, baterista y hermana de la cantante. Selena también interpretó la canción durante su concierto en San Juan, Puerto Rico. El 26 de febrero de 1995, Selena se presentó en el Houston Astrodome en Houston, Texas. Ella llevaba un traje de color púrpura. Durante el concierto de Noche De Carnaval en Miami, Florida, el 5 de marzo de 1995, Selena también cantó en vivo la canción utilizando una traje negro con botas del mismo color. Selena interpretó «El chico del apartamento 512» en Johnny Canales Show a mediados de 1994, en donde llevaba puesto un traje de su colección Selena Etc. Su última interpretación de la canción fue el 19 de marzo de 1995, durante su concierto en el Festival de la Calle Ocho en Miami, que atrajo a más de 100 000 fanáticos.

## Listas

### Listas semanales
| País (Lista)                                    | Mejor posición |
| ----------------------------------------------- | -------------- |
| Estados Unidos (Regional Mexican Digital Songs) | 5              |

## Créditos
Créditos adaptados a partir de las notas de Amor prohibido.
- Selena – voz
- Joe Ojeda – teclados
- Ricky Vela  – teclados
- Chris Pérez – guitarra
- Suzette Quintanilla – batería
- Los Dinos – bajo sexto
- A.B. Quintanilla III – compositor
- Pete Astudillo – compositor
- Lisette Lorenzo  –director artístico
- A.B. Quintanilla III, Joshua Munoz, Bebu Silvetti, Steven Torres, James Moore – productores